# Christophe Mengin
Christophe Mengin, född 3 september 1968 i Cornimont, är en fransk före detta professionell tävlingscyklist.

## Biografi
Mengin blev professionell med Chazal-König, men redan under 1994 tävlade han en del som stagiaire för stallet, Mengin hade med andra ord fått prova på att vara professionell med dem. Han tävlar sedan 1997 med det franska UCI ProTour-stallet Française des Jeux. Han har även tävlat i cykelcross.
Under sin karriär vann han bland annat GP Ouest France 1999 före Markus Zberg och Sergej Ivanov. Under säsongen 2003 vann han GP Cholet-Pays de Loire. Han vann även etapp 1 av Panne tredagars 1997.
Mengin vann de franska nationsmästerskapen i cykelcross för eliten 1998.
Christophe Mengin slutade trea i världsmästerskapens linjelopp för amatörer 1994 i Palermo.

## Meriter
- 1997
  - Fransk mästare i cykelcross
  - 1:a, etapp 1 Driedaagse van De Panne-Koksijde
  - 1:a, etapp 16 Tour de France (Morzine - Fribourg)

- 1998
  - Fransk mästare i cykelcross
  - 6:a HEW Cyclassics

- 1999
  - Grand Prix Ouest France-Plouay

- 2003
  - GP Cholet-Pays de Loire

- 2006
  - 9:a Paris-Roubaix

- 2007
  - 1:a, etapp 4 Étoile de Bessèges
  - 5:a Gent-Wevelgem

## Stall
- Chazal-MBK (stagiaire) 1994
- Chazal-König 1995
- Casino-C'est votre equipe 1996
- Française des Jeux 1997–2008